# Joe Mondragon
Joe Mondragon (2 febbraio 1920 – luglio 1987) è stato un contrabbassista statunitense di musica jazz. Ha collaborato con numerosi esponenti di spicco del jazz statunitense dagli anni cinquanta agli anni settanta.
Nel 1948 fu ingaggiato da Woody Herman e negli anni a seguire divenne uno dei bassisti più richiesti negli studi di registrazione della West Coast, suonando in album di June Christy, Shorty Rogers, Shelly Manne, Buddy Rich, Buddy DeFranco, Marty Paich, Claude Williamson, Georgie Auld, Chet Baker, Bob Cooper, Harry Sweets Edison, Gerry Mulligan, Art Pepper, Bud Shank ed Ella Fitzgerald. Mondragon è presente nelle colonne sonore dei film Il selvaggio e Tempo di furore.
Sua la linea di basso del celebre brano Fever nella versione di Peggy Lee.
Joe Mondragon fu noto anche in Italia per aver suonato il basso nel brano del 1983 Bim Bum Bam, cantato dal Piccolo Coro dell'Antoniano ed usato come sigla dell'omonimo programma per ragazzi andato in onda su Italia 1 con Paolo Bonolis, Licia Colò ed il pupazzo Uan: invece fu Eddie "Bongo" Brown a suonare le percussioni nella sigla.
Ha lavorato con Carly Simon.

## Discografia
Con Georgie Auld

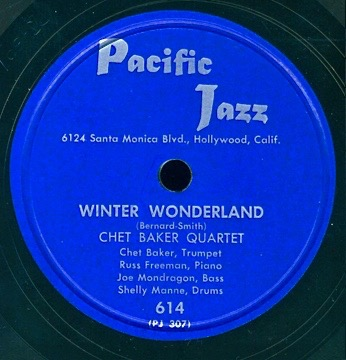
Label del singolo Winter Wonderland di Chet Baker, con Joe Mondragon al basso.

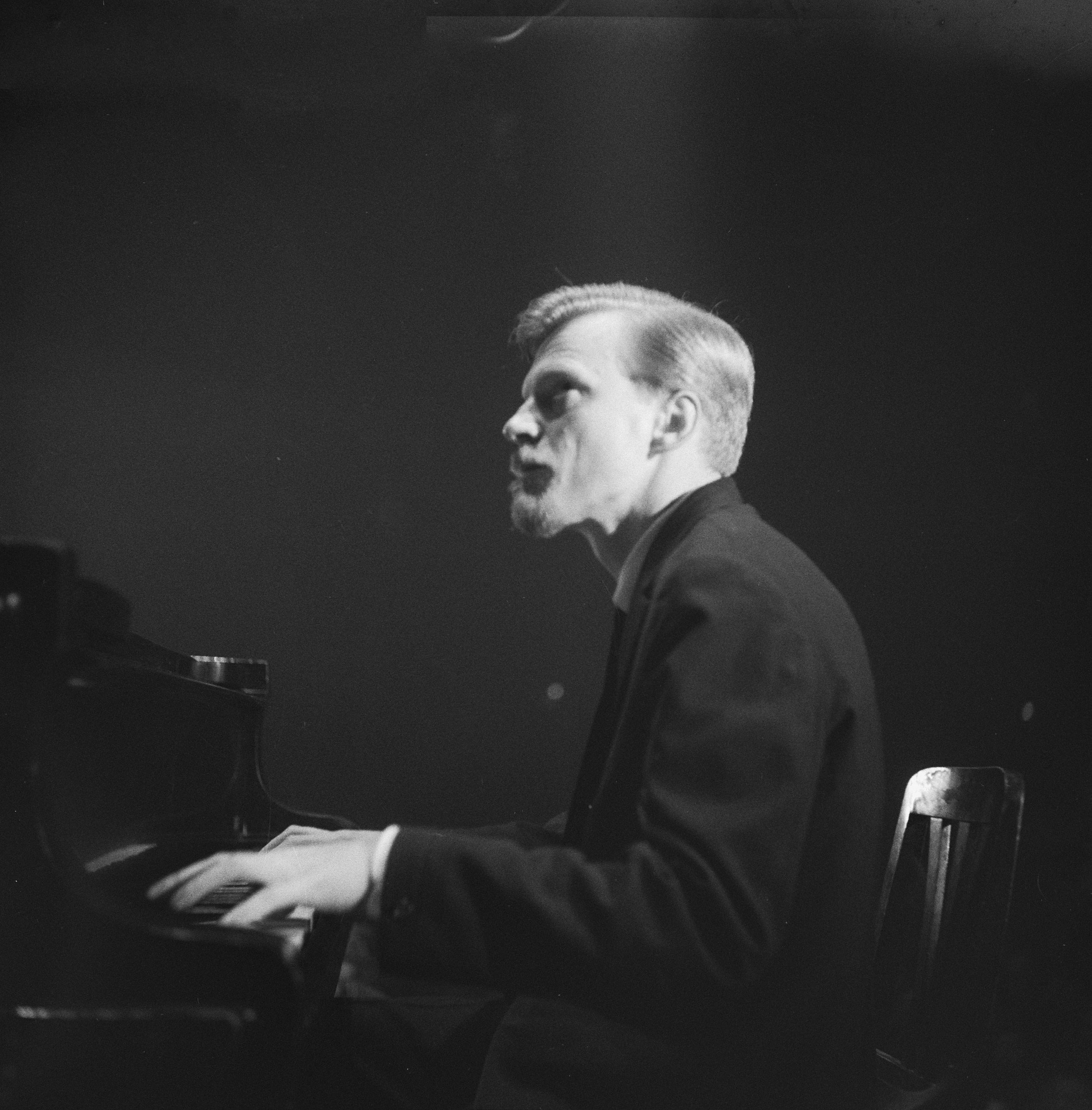
Joe Mondragon collaborò con Gerry Mulligan alla realizzazione di 3 album

- In the Land of Hi-Fi with Georgie Auld and His Orchestra (EmArcy, 1955)

Con Chet Baker
- Grey December (Pacific Jazz, 1953 [1992])
- Pretty/Groovy (World Pacific, 1953 [1958)
- The Trumpet Artistry of Chet Baker (Pacific Jazz, 1953)
- Chet Baker & Strings (Columbia, 1954)

Con Louie Bellson
- Louie Bellson Swings Jule Styne (Verve, 1960)

Con Buddy Bregman
- Swinging Kicks (Verve, 1957)

Con Hoagy Carmichael
- Hoagy Sings Carmichael (Pacific Jazz, 1956)

Con Harry Edison
- Sweets (Clef, 1956)

Con Herb Ellis and Jimmy Giuffre
- Herb Ellis Meets Jimmy Giuffre (Verve, 1959)

Con Woody Herman
- Songs for Hip Lovers (Verve, 1957)

Con Harry James
- Harry James And His Orchestra 1948-49 (Big Band Landmarks – Vol. X & XI, 1969)

Con Stan Kenton
- Lush Interlude (Capitol, 1958)

Con Barney Kessel
- Carmen (Contemporary, 1959)

Con Henry Mancini
- More Music from Peter Gunn (RCA, 1959)

Con Shelly Manne
- The West Coast Sound (Contemporary, 1955)

Con Warne Marsh
- Live in Hollywood (Xanadu, 1952 [1979])

Con Carmen McRae
- Can't Hide Love (Blue Note, 1976)

Con Jack Montrose
- Arranged by Montrose (Pacific Jazz, 1954)

Con Gerry Mulligan
- Gerry Mulligan Quartet Volume 1 (Pacific Jazz, 1952)
- Lee Konitz Plays with the Gerry Mulligan Quartet (Pacific Jazz, 1953-1957)
- Gene Norman Presents the Original Gerry Mulligan Tentet and Quartet (GNP, 1953 [1997])

Con Oliver Nelson
- Zig Zag (Original Motion Picture Score) (MGM, 1970)

Con Art Pepper
- 'Surf Ride (Savoy, 1952-1954 [1956)

Con Shorty Rogers
- Shorty Rogers and His Giants (RCA Victor, 1954 [1956)
- Collaboration with André Previn (RCA Victor, 1954)
- Afro-Cuban Influence (RCA Victor, 1958)
- Chances Are It Swings (RCA Victor, 1958)
- The Wizard of Oz and Other Harold Arlen Songs (RCA Victor, 1959)
- Tarzan, the Ape Man (1959 film) Musical score and soundtrack|Shorty Rogers Meets Tarzan (MGM, 1960)
- The Swingin' Nutcracker (RCA Victor, 1960)
- The Fourth Dimension in Sound (Warner Bros., 1961)
- Bossa Nova (Reprise, 1962)
- Jazz Waltz (Reprise, 1962)

Con Pete Rugolo
- Music for Hi-Fi Bugs (EmArcy, 1956)
- Out on a Limb (EmArcy, 1956)
- An Adventure in Sound: Reeds in Hi-Fi (Mercury, 1956 [1958])
- Percussion at Work (EmArcy, 1957)
- Behind Brigitte Bardot (Warner Bros., 1960)
- The Original Music of Thriller (Time, 1961)
- Ten Trumpets and 2 Guitars (Mercury, 1961)
- 10 Saxophones and 2 Basses (Mercury, 1961)

Con Lalo Schifrin
- Gone with the Wave (Colpix, 1964)

Con Bud Shank
- Strings & Trombones (Pacific Jazz, 1955)
- I'll Take Romance (World Pacific, 1958)